# セルジュ・ラモット
セルジュ・ラモット（Serge Lamothe、1963年2月15日 - ）はカナダ・ケベック州生まれの小説家・劇作家・詩人・翻訳家。

## 人物
学生時代は間テクスト性（intertextuality）をテーマとした研究をしていた。フランス語文学でケベック市ラヴァル大学院修士課程修了。映画監督・演出家などで知られるフランソワ・ジラールとは頻繁に舞台作品などでコラボレーションをしており特にオペラやサーカスなどを手掛けている。
2004年から2006年にかけて「UNEQ」 (Union des écrivains québecois - ケベック・ライター組合) にて役員そして後に副会長を務める。
2006年からは「FIL」(Festival international de littérature - 国際文学フェスティバル)で役員・経理をしている。

## 作品リスト

### 長編小説
- La longue portée 長距離 (1998年) L'instant même出版社 ケベック ISBN 2-89502-103-1
- La tierce personne 第三者 (2000年) L'instant même出版社 ケベック ISBN 2-89502-135-X
- L'ange au berceau 揺りかごの天使 (2002年) L'instant même出版社 ケベック ISBN 2-89502-172-4
- Les Baldwin バルドウィン族 (2004年) L'instant même出版社 ケベック ISBN 2-89502-196-1
- Tarquimpol タルカンポル (2007年) Alto出版社 ケベック ISBN 978-2-923550-04-6
- Metarevers (2009年) Coups de tête出版社 モントリオール ISBN 978-2-923603-12-4
- Les enfants lumière (2012年) Alto出版社 ケベック ISBN 978-2-89694-078-3

### 短編小説
- Projet Perfecto (2010年) Alto出版社、ケベック ISBN 978-2-923550-39-8
- Le nid de l'aigle (2010年) (写真 Sebastien Cliche) J'ai Vu出版社 ケベック ISBN 978-2-922763-30-0

### 詩集
- Tu n'as que ce sang (2005年) Mémoire d'encrier出版社 モントリオール ISBN 2-923153-44-8
- Les Urbanishads (2010年) Le lézard amoureux出版社 ケベック ISBN 978-2-923398-17-4

### 戯曲
- Le Procès de Kafka et Le Prince de Miguasha「カフカの審判」と「ミグアシャのプリンス」(2005年) Alto出版社 coll. Voce ケベック ISBN 2-89518-222-1

### 舞台脚本
- Le Prince de Miguasha ミグアシャのプリンス (2003年) ラジオドラマ ラジオ・カナダ (イヴ・テリオ・グラント受賞)
- Rapports intimes (2003年) 原作：アラン・エイクボーン「Intimate Exchanges」翻訳・翻案
- Le Procès de Kafka カフカの裁判 (2003年) 原作：フランツ・カフカ「審判」翻案 Théâtre du Nouveau Monde
- 「猟銃」(2010年) 原作：井上靖「猟銃」翻案 Usine C / パルコ劇場
- 「金閣寺」(2010年) 原作：三島由紀夫 「金閣寺」翻案 パルコ劇場

### サーカス
- Zed「ゼッド」(2008年) シルク・ドゥ・ソレイユ 脚本セルジュ・ラモット、演出フランソワ・ジラール、東京
- Zarkana「ザルカナ」(2011年) シルク・ドゥ・ソレイユ 脚本セルジュ・ラモット、演出フランソワ・ジラール、ニューヨーク

### オペラ
- 「七つの大罪」と「リンドバークの飛行」(2006年) 戯曲、台本：ベルトルト・ブレヒト 作曲:クルト・ヴァイル リヨン国立オペラ
- Émilie (2010年) 戯曲、台本：アミン・マアルーフ 作曲：カイヤ・サーリアホ リヨン国立オペラ
- パルジファル (2012年) 戯曲、作曲・台本：リヒャルト・ワーグナー リヨン国立オペラ